# Kayen Lor
Kayen Lor is een bestuurslaag in het regentschap Kediri van de provincie Oost-Java, Indonesië. Kayen Lor telt 2031 inwoners (volkstelling 2010).